# Коринфський конгрес
Коринфський конгрес — конгрес представників міст Стародавньої Греції, що відбувся 147 до н. е. для обговорення проблем відносин Риму та Ахейського союзу.
Після невдалих спроб залагодити протиріччя союзні міста одностайно ухвалили зброєю боронити свої права. Почалася Ахейська війна.